# Paciano Masadas
Paciano Masadas (f. 1873) fue un político y abogado español.

## Biografía
Político barcelonés, fue miembro del partido progresista. Desempeñó cargos como los de diputado provincial, diputado a Cortes en 1854 y 1871 por Barcelona y senador por la provincia de Barcelona en 1872. Masadas, que falleció en 1873, el domingo 22 de junio, en la localidad de la Ametlla del Vallés, se habría mostrado siempre «defensor de los intereses de la producción catalana».Propietario de terrenos en el barrio barcelonés de La Sagrera, dio nombre a la plaza de Masadas, construida ya después de su muerte en dicho lugar.